# The King of Limbs
The King of Limbs es el octavo álbum de estudio de la banda inglesa de rock alternativo Radiohead. Se anunció en su sitio web y a través de Twitter el 14 de febrero de 2011, siendo lanzado el 18 de febrero, un día antes que lo programado. El álbum en formato físico fue publicado en Estados Unidos por Ticker Tape, en el Reino Unido por XL y en Japón por Hostess Entertainment.
El disco cuenta con 8 pistas y se presentó en formato digital (WAV y MP3) así como también en una presentación física estándar en CD. Además, se puso a la venta un pack de lujo denominado Newspaper album que contiene vinilos, CD, cupones de descarga en formato digital y una gran cantidad de contenido no musical: arte en láminas, pequeñas ilustraciones, etc. Al igual que con su álbum Kid A (2000), la agrupación no lanzó ningún sencillo para The King of Limbs, aunque sí hicieron un videoclip de la canción «Lotus Flower».
Está considerado una exploración del ritmo y de texturas más calmadas en comparación a sus anteriores trabajos, siendo desarrollado mediante un uso extenso de looping y sampling. La mayor parte de las críticas que recibió fueron positivas, aunque las opiniones fueron más divididas en comparación con su anterior disco In Rainbows (2007). The King of Limbs fue nominado para cinco categorías en los premios Grammy, incluyendo la de mejor álbum alternativo, y también fue incluido como lo mejor del año 2011 por numerosas publicaciones, como The Wire, NME o PopMatters. El álbum fue seguido por el lanzamiento del disco de remixes TKOL RMX 1234567, y un video en directo, The King of Limbs: Live from the Basement.

## Grabación

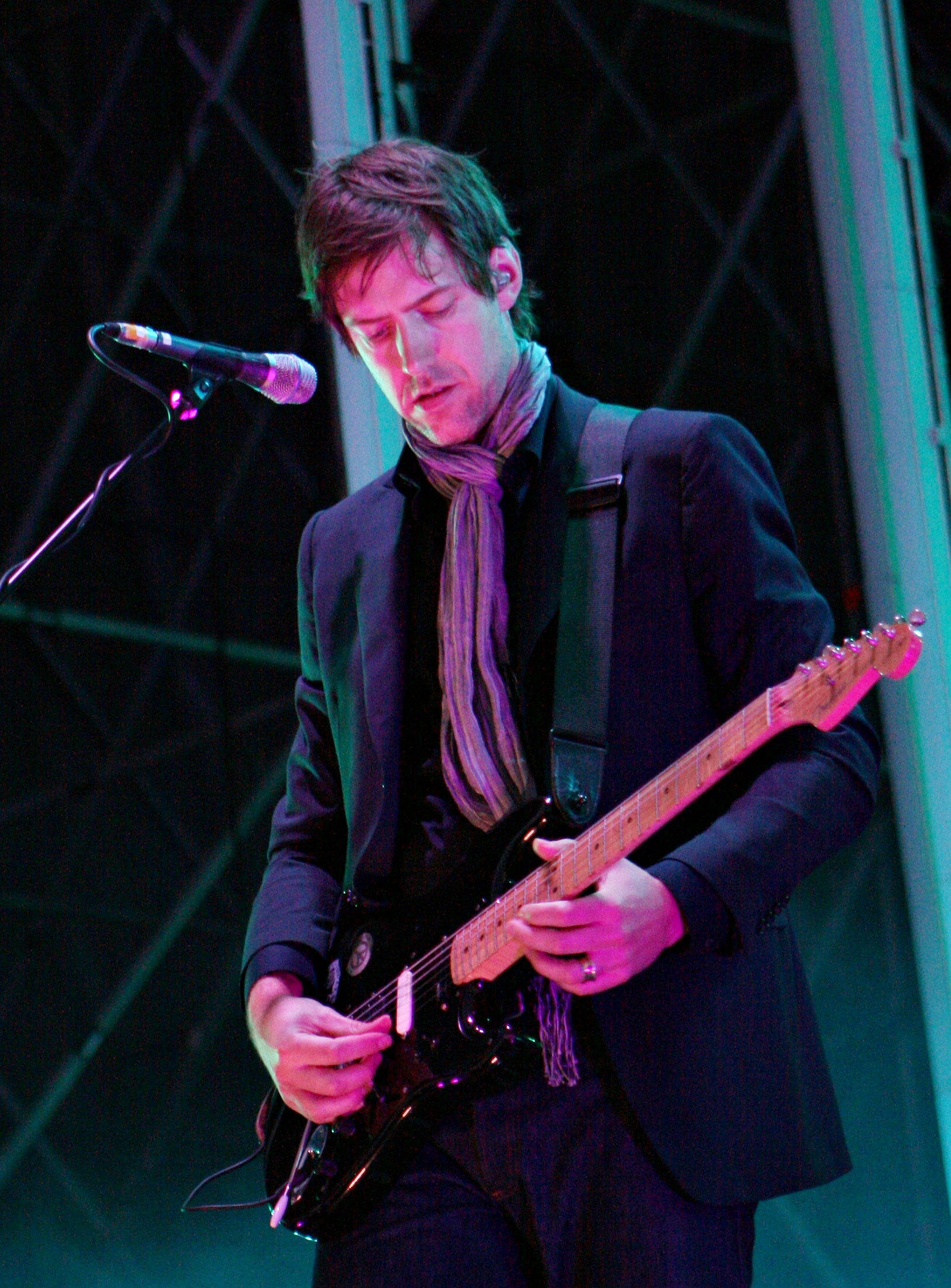
Ed O'Brien en 2009: «somos [...] una banda diferente, lo que debería significar que la música también es diferente y ese es el objetivo [...] mantenerse en movimiento».

En mayo de 2009 la banda inició nuevas sesiones de grabación con el productor Nigel Godrich. Meses después, en agosto, la banda lanzó a través de su página web dos sencillos grabados durante esas sesiones. El primero de ellos, «Harry Patch (In Memory Of)» fue grabado en tributo a Harry Patch, el último soldado británico vivo que combatió durante la Primera Guerra Mundial y que había fallecido recientemente. El tema se vendió al precio de 1 £ y lo recaudado fue donado a la Legión Británica. En «Harry Patch (In Memory Of)», Thom Yorke interpreta una letra basada en las declaraciones de Patch sobre su propia experiencia en la guerra, teniendo como telón de fondo una orquesta de cuerdas a cargo de Jonny Greenwood. Ese mismo mes, otro nuevo tema, «These Are My Twisted Words», se lanzó en forma de descarga gratuita. Jonny Greenwood explicó que la canción había sido una de las primeras composiciones de las últimas sesiones de estudio de la banda.

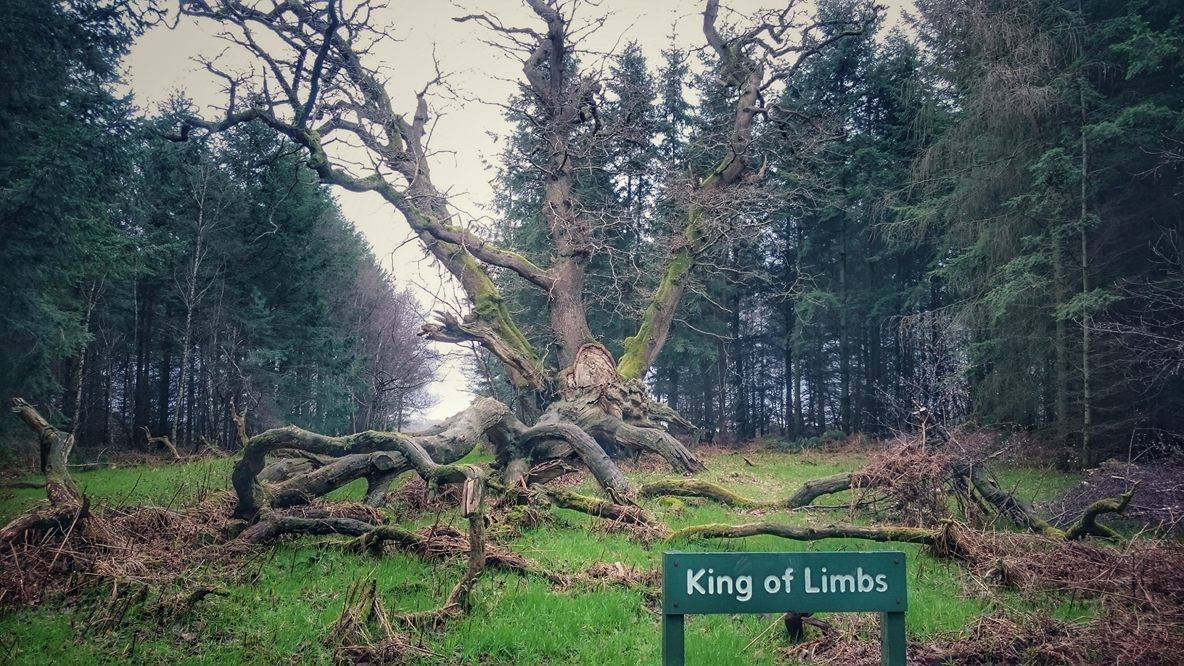
King of Limbs, árbol que inspiró el título del álbum. Está situado en el Savernake Forest de Wiltshire, cerca de Tottenham House, lugar de grabación de In Rainbows.

A mediados de 2009, en una entrevista para NME, Yorke sugirió que Radiohead podría volver a enfocarse en los EP, incluyendo la posibilidad de lanzar un EP de música orquestal. En diciembre de ese año, O'Brien declaró en la web de la banda que comenzarían a trabajar en su próximo álbum en enero: «El ambiente es fantástico en la actualidad, y volveremos al estudio en enero para continuar el trabajo que iniciemos el pasado verano [...] hace 10 años estábamos todos juntos (lo que es la banda) en los tiempos de Kid A y, aunque estoy tremendamente orgulloso de ese disco, no era un lugar divertido en el que estar. [...] Lo que es tranquilizador ahora, es que somos definitivamente una banda diferente, lo que debería significar que la música también es diferente y ese es el objetivo del juego. [...] mantenerse en movimiento». En junio de 2010, Ed O'Brien manifestó comentarios similares: «Estamos en plena grabación ahora mismo». O'Brien agregó que esperaban poder tener listo el álbum para finales de 2010. En septiembre de 2010, Colin Greenwood mencionó que acababan de terminar un nuevo conjunto de canciones y que habían empezado a plantearse sobre como lo lanzarían «en un entorno digital que ha cambiado de nuevo». Phil Selway agregó ese mismo mes que la banda iba a «hacer balance» del nuevo material y dijo que todo estaba «en el aire».
En enero de 2010, mientras los miembros de Radiohead se encontraban en Los Ángeles para grabar, la banda tocó en su única actuación del año, un concierto a beneficio de Oxfam. Las entradas se subastaron al mejor postor, lo que permitió que en la presentación que tuvo lugar en el Henry Fonda Theater, se recaudaran más de medio millón de dólares para el trabajo de la ONG en Haití, que meses antes había sido golpeado por un devastador terremoto. Un grupo de aficionados editó un video del concierto con imágenes tomadas de diferentes cámaras digitales de los asistentes, que ofrecieron a través de YouTube y BitTorrent en diciembre de 2010, con el apoyo de la banda y con un enlace para donar dinero a Oxfam Internacional. En 2010, otro colectivo de seguidores hicieron un video del concierto de Radiohead en Praga en 2009 que fue distribuido por Internet gratuitamente, con el audio proporcionado por la propia banda. Live in Praha y Radiohead for Haiti tuvieron cierta repercusión en los principales medios y fueron descritos como ejemplos de la apertura de la banda a los fans y su actitud positiva hacia las formas no comerciales de distribución por Internet.

## Lanzamiento

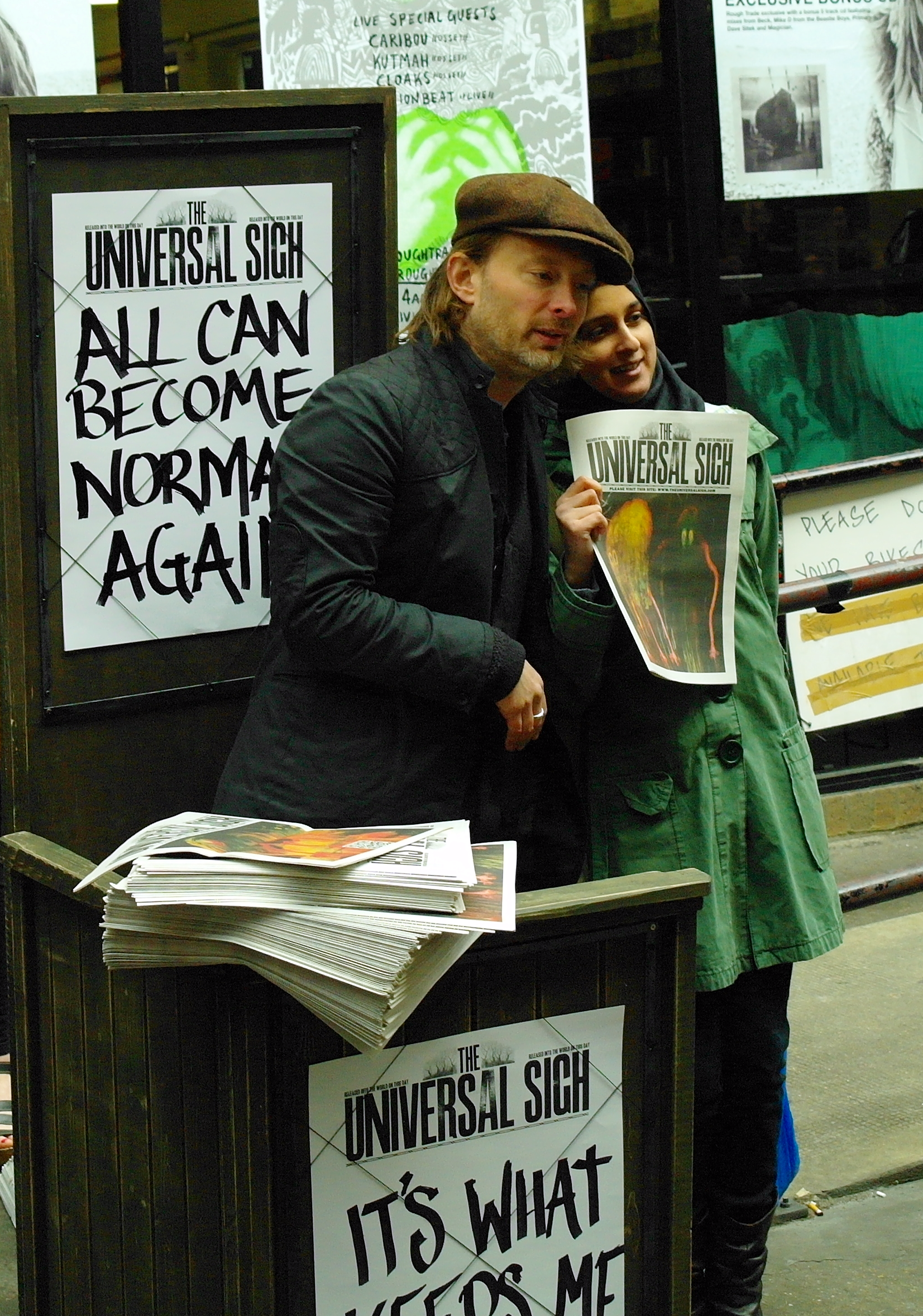
Yorke distribuyendo el periódico The Universal Sigh durante la promoción.

El 14 de febrero de 2011 Radiohead informó a través de su página web de que su nuevo disco se llamaría The King of Limbs y que podría descargarse a un precio fijado en menos de una semana. El 18 de febrero, un día antes de lo previsto, la banda mostró en su página el video de «Lotus Flower», uno de los nuevos temas, e informó que el nuevo álbum ya podía ser descargado. En marzo el guitarrista Jonny Greenwood contó en una entrevista con la BBC de Londres los próximos movimientos de la agrupación. «Estamos grabando cosas de Radiohead. También estamos ensayando un poco, tocando y haciendo música, intentando definir que es lo que realmente queremos hacer». También aclaró que Radiohead ya no tiene planes a largo plazo: «Dejamos de planear cosas a futuro. Sólo queremos hacer música y preocuparnos por el próximo paso, pero no adelantarnos a las cosas», agregó Jonny.
El 28 de marzo el disco se lanzó en versión CD y vinilo, y el 9 de mayo salió a la venta la edición Newspaper, que incluye numerosos extras. El 14 de abril de 2011, aproximadamente dos meses después del lanzamiento del álbum, Ed O'Brien concretó que no habría una segunda parte de The King of Limbs, zanjando todos los rumores existentes.
El 16 de abril de 2011 la banda lanzó el sencillo «Supercollider/The Butcher» para celebrar el Record Store Day. El grupo reveló que trabajó en ambas canciones durante las sesiones para The King of Limbs, pero finalmente decidieron no incluirlas en el álbum. «Supercollider», con más de 7 minutos de duración, es la canción de estudio más larga que la banda haya grabado nunca. Los archivos digitales de las canciones fueron puestos sin coste alguno a disposición de cualquier persona que ya había comprado el álbum en la página web de la banda, y además subieron el audio de las canciones a su canal de YouTube. El 18 de noviembre de 2016 ambas canciones fueron subidas a servicios de streaming para diferentes plataformas como Spotify o Apple Music entre otras, completando a «Harry Patch (In Memory Of)» y «These Are My Twisted Words», que fueron puestas en línea en días previos.
El 6 de junio de 2011, la banda anunció el lanzamiento de una serie de remezclas de canciones de The King of Limbs realizadas por varios artistas, en vinilos de 12 pulgadas y de naturaleza limitada, que se irían editando de forma eventual en varias tandas a lo largo del verano. Radiohead publicó el audio de todas ellas en su canal de YouTube y en su web para ser escuchado en streaming. El doble CD TKOL RMX 1234567, que reunía las 19 remezclas realizadas, fue lanzado el 16 de septiembre en Japón y el 10 de octubre en el resto del mundo. Entre los artistas que colaboraron se encuentran Caribou, Modeselektor, Nathan Fake, Jacques Greene, Lone o Four Tet.
El 19 de diciembre de 2011 el grupo lanzó a través de descarga digital el video álbum en directo The King of Limbs: Live from the Basement, que incluía su actuación en el programa de televisión From the Basement ese año. Ese mismo día también se lanzó en formato digital el primer single del mismo, «The Daily Mail / Staircase». El 23 de enero de 2012 el video álbum se publicó además en formato físico, tanto en DVD como Blu-Ray, incluyéndose como material extra la interpretación de «Supercollider», que no fue mostrada cuando se emitió el programa por televisión.
El 11 de febrero de 2014, Radiohead lanzó aplicación Polyfauna para Android y teléfonos iOS, una «colaboración experimental» entre la banda y el estudio de arte digital Universal Everything en la que se utilizan elementos musicales e imágenes de The King of Limbs.

## Promoción y gira

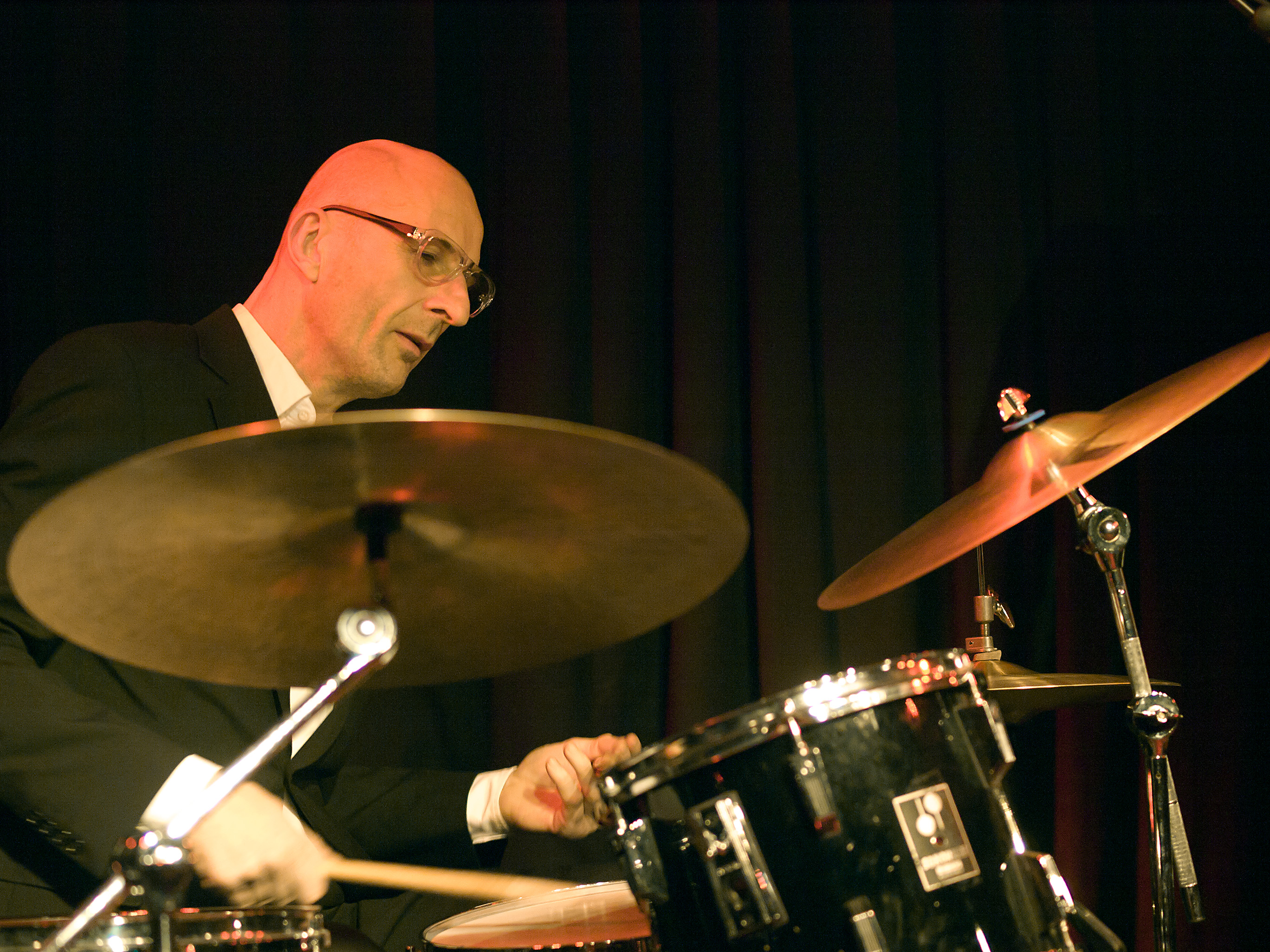
Clive Deamer, batería que acompañó a la banda en la gira de The King of Limbs.

El 18 de febrero de 2011, coincidiendo con el anuncio de que el álbum ya podía ser descargado, la banda mostró en su página el video en YouTube de «Lotus Flower», uno de los nuevos temas. Para promocionar el álbum, la banda también repartió gratuitamente a partir del 28 de marzo de 2011 el periódico The Universal Sigh.
El 21 de junio de 2011, un video de la banda tocando un tema nuevo, «Staircase», fue subido a su canal de YouTube como avance de la presentación en el programa From the Basement. El 24 de junio de 2011, Radiohead actuó de manera sorpresa en el Festival de Glastonbury, donde mostró por primera vez en directo todos los temas de The King of Limbs y presentó además un nuevo tema anteriormente tocado por Yorke, «The Daily Mail». La banda actuó con un nuevo instrumentista, Clive Deamer, batería que había colaborado en varias giras con Portishead. En julio de 2011, varios canales de televisión de todo el mundo estrenaron la actuación en directo de la banda en el programa From the Basement, donde interpretan, junto a Clive Deamer, los ocho temas de The King of Limbs, así como «The Daily Mail» y «Staircase». La banda ya había aparecido en este programa en 2008 tras el lanzamiento de In Rainbows. En septiembre los miembros de Radiohead, acompañados por Deamer, se presentaron en los programas estadounidenses Saturday Night Live y The Colbert Report, y Thom y Jonny actuaron además en Late Night with Jimmy Fallon. Además, la banda realizó dos presentaciones en directo en el Roseland Ballroom de Nueva York.
En febrero de 2012, Radiohead comenzó la que fue su primera gira en Norteamérica en 4 años, incluyendo fechas en Estados Unidos, Canadá y México.

### Colapso del escenario en Toronto
El 16 de junio de 2012, una hora antes de que se abrieran las puertas del Downsview Park de Toronto para el concierto final de la gira norteamericana, el techo del escenario se derrumbó, causando la muerte del técnico de percusión de la banda Scott Johnson e hiriendo a otros tres miembros del equipo técnico de la banda. El derrumbe también destrozó el espectáculo de luces del grupo y gran parte de su equipo musical. Ninguno de los miembros de la banda estaban en el escenario. El concierto fue cancelado y las fechas de la gira europea fueron pospuestas. Radiohead rindió homenaje a Johnson y su equipo técnico en el primer concierto tras el derrumbe, que tuvo lugar en julio en Nimes (Francia). 
Yorke escribió más tarde que terminar la gira tras el colapso era su «mayor logro hasta el momento». En junio de 2013, el Ministerio de Trabajo de Ontario imputó a Live Nation Canada Inc, Live Nation Ontario Concerts GP Inc, Optex Staging & Services Inc y a un ingeniero con 13 cargos en virtud de la Ley de Seguridad y Salud Laboral. El caso comenzó el 27 de junio de 2013 en la Corte de Justicia de Ontario, ubicada en Toronto.

## Lista de canciones
Todas las canciones fueron escritas por Radiohead y producidas por Radiohead y Nigel Godrich.
| N.º | Título              | Duración |  |
| 1.  | «Bloom»             | 5:15     |  |
| 2.  | «Morning Mr Magpie» | 4:41     |  |
| 3.  | «Little by Little»  | 4:27     |  |
| 4.  | «Feral»             | 3:13     |  |
| 5.  | «Lotus Flower»      | 5:01     |  |
| 6.  | «Codex»             | 4:47     |  |
| 7.  | «Give Up the Ghost» | 4:50     |  |
| 8.  | «Separator»         | 5:20     |  |